# Новакът
„Новакът“ (на английски: The Freshman) е името на американски филм от 1990 г., режисиран от Андрю Бергман. В него участват Марлон Брандо, Матю Бродерик и Пенелопе Ан Милър.